# Landgericht Grafenau
Das Landgericht Grafenau war ein von 1811 bis 1879 bestehendes bayerisches Landgericht (älterer Ordnung) mit Sitz in der Stadt Grafenau. Vorläufer des Gerichts war das Landgericht Bärnstein.

## Geschichte
Die Wittelsbacher Herzöge machten im 15. Jahrhundert Bärnstein zum Sitz eines Pfleggerichts für das Grafenauer Land, dessen Pfleger als Hauptmann vor dem Walde zugleich Leiter der militärischen Gebietsorganisation war und über ein Zeughaus verfügte. 1799 wurde der Sitz des Landgerichts Bärnstein nach Grafenau verlegt.
Im Jahr 1811 wurde in Folge einer Verwaltungsneugliederung im Königreich Bayern das Landgericht Grafenau errichtet und dem Unterdonaukreis zugeordnet. Der Gerichtsbezirk umfasste die Gemeinden Bärnstein, Eberhardsreuth, Eppenschlag, Furth, Gmünd, Grafenau, Großarmschlag, Großmisselberg, Hartmannsreit, Heinrichsreit, Hilgenreith, Innernzell, Kirchberg, Klingenbrunn (heute Spiegelau), Kreuzberg, Lembach, Liebersberg, Mitternach, Nendlnach, Neudorf, Oberkreuzberg, Ranfels, Rosenau, Saldenburg, Sankt Oswald, Schlag, Schöfweg, Schönanger (heute Neuschönau), Schönberg, Solla, Thurmansbang und Zenting.
Mit Inkrafttreten des Gerichtsverfassungsgesetzes am 1. Oktober 1879 wurde ein Amtsgericht in Grafenau gebildet, dessen Sprengel identisch mit dem vorherigen Landgerichtsbezirk Grafenau war.